# فيرجينيا فير فاندربلت
فيرجينيا فير فاندربلت (بالإنجليزية: Virginia Fair Vanderbilt)‏ هي نجمة اجتماعية أمريكية، ولدت في 2 يناير 1875 في سان فرانسيسكو في الولايات المتحدة، وتوفيت في 7 يوليو 1935 في مانهاتن في الولايات المتحدة.